# Xylophanes tyndarus
Espèce
Xylophanes tyndarus est une espèce de lépidoptères de la famille des Sphingidae, de la sous-famille des Macroglossinae, tribu des Macroglossini, sous-tribu des Choerocampina, et du genre Xylophanes.

## Description
- L'imago : l'envergure atteint 75-86 mm. La face dorsale et les ailes sont vertes, souvent très lumineux. Le revers du corps est vert blanchâtre. Les ailes antérieures ont trois lignes antémédianes étroites. La ligne postmédiane est bien marquée et droite, le bord de base est nettement délimité, le bord distal est diffus et il s'éclaircit progressivement vers le bord extérieur. Les lignes postmédianes restantes sont mal définies ou absentes. La ligne apicale oblique est courte. La ligne apicale oblique sur la face inférieure de l'aile antérieure forme un angle avec la ligne postmédiane irrégulière ondulent, la zone marginale bordée par ces lignes est aussi large que chez Xylophanes schausi. La bande médiane sur l'aile postérieure n'atteint pas la costa. La marge distale est souvent verte.
- La chenille : au premier stade est verte avec des yeux jaunes : elle ne se nourrit que de jeunes feuilles. En atteignant le dernier stde, le chenille devient brune avec un anneau jaune autour de l'œil.

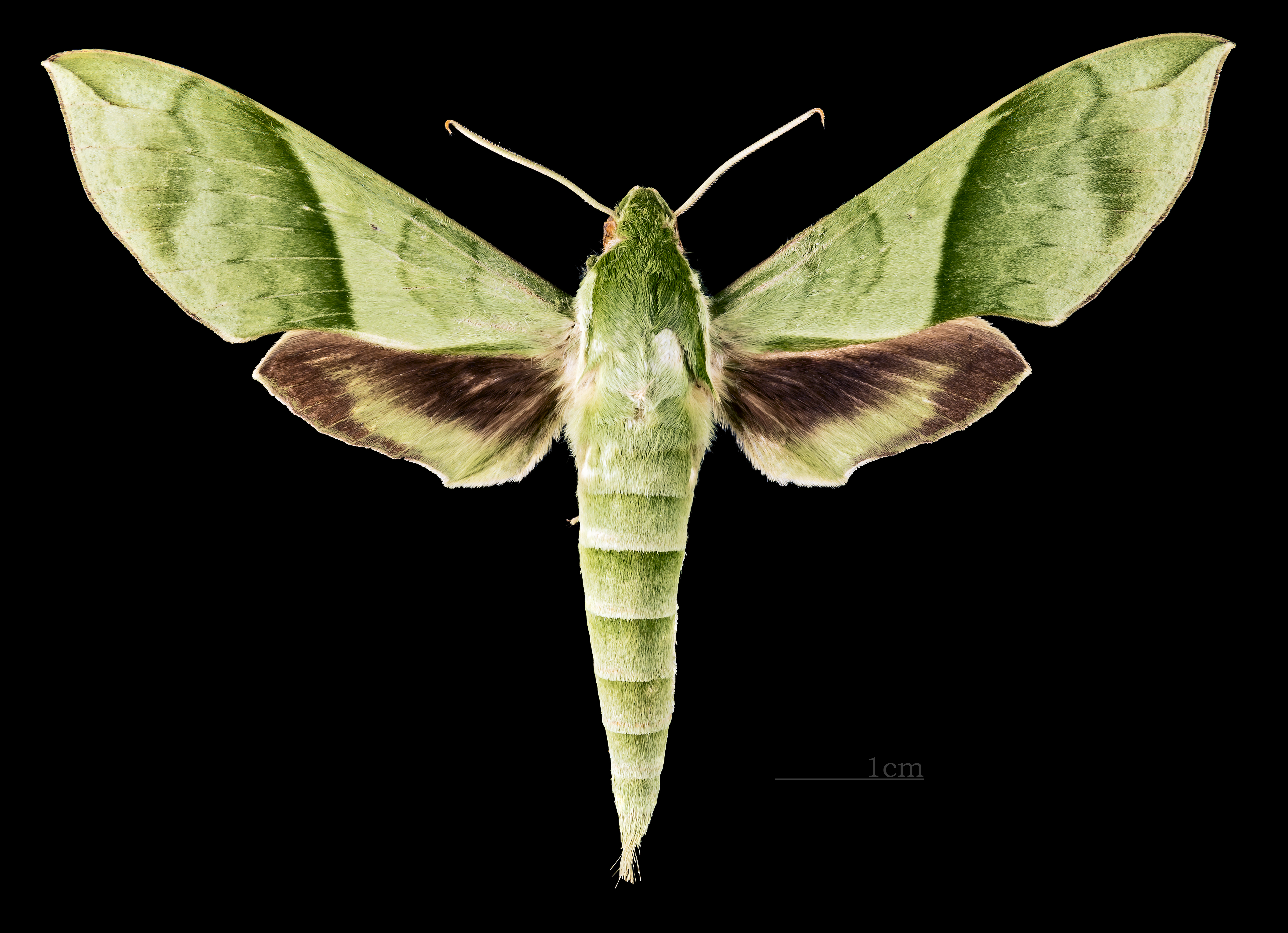
Face dorsale du mâle MHNT
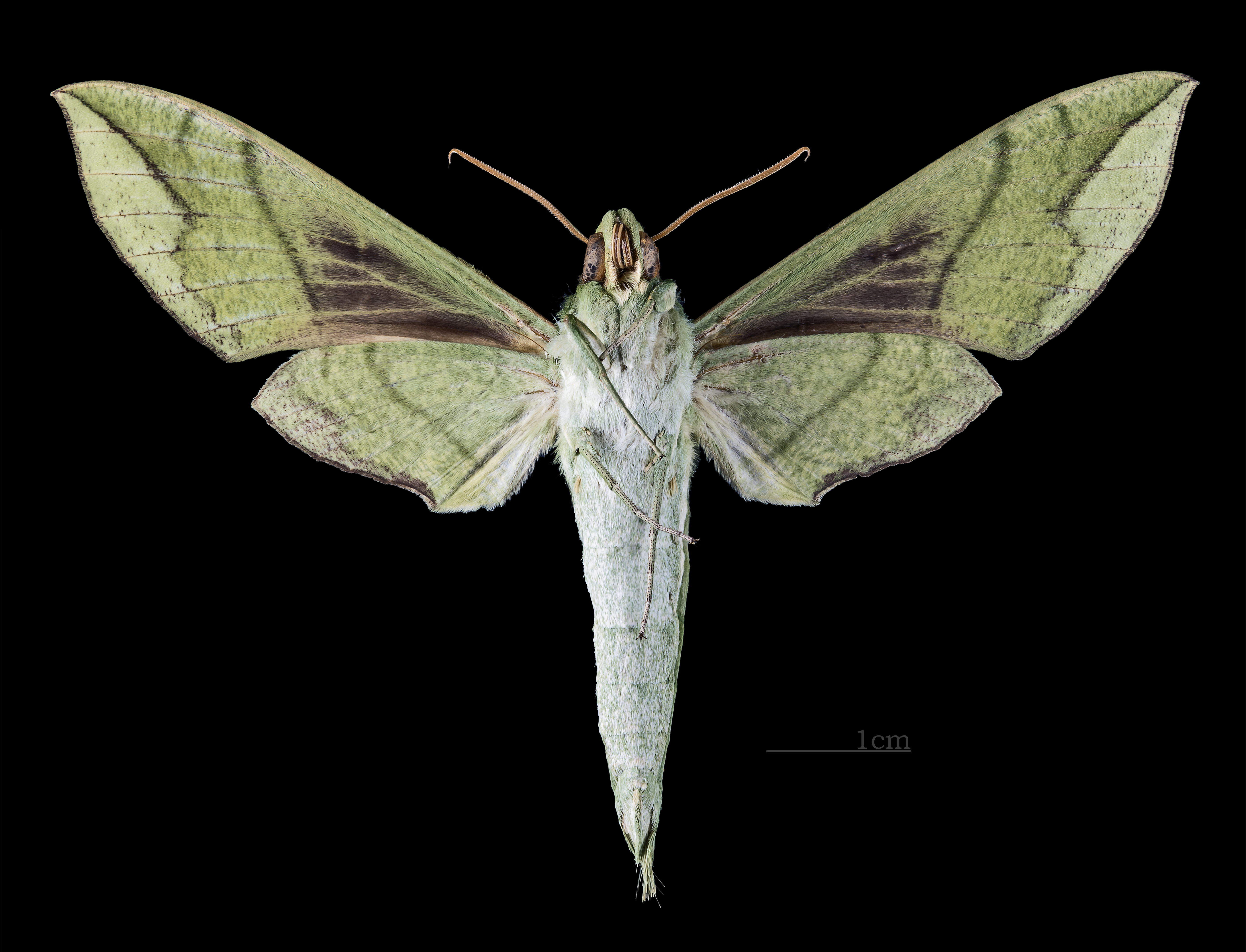
△ face ventrale du mâle MHNT
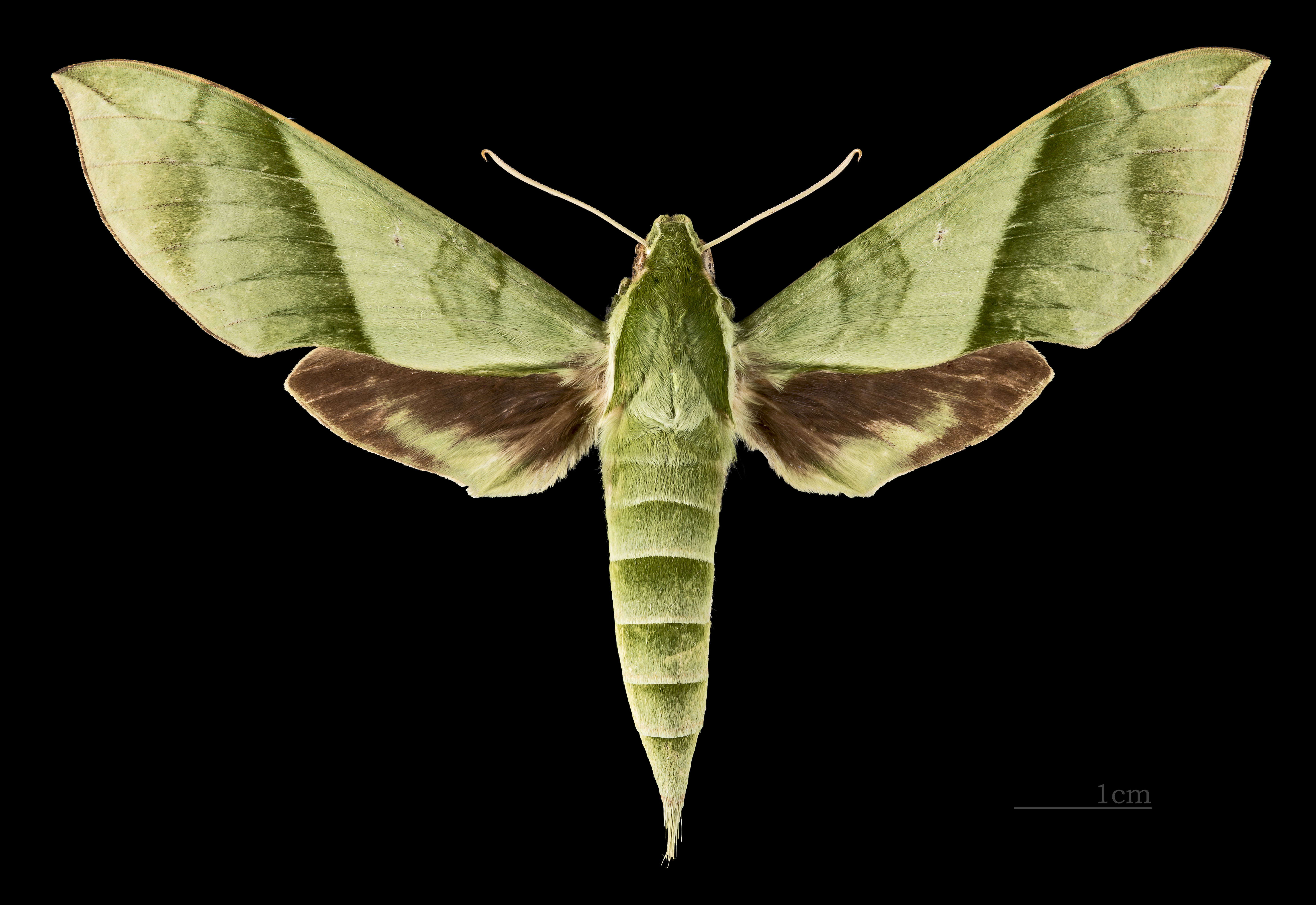
Face dorsale de la femelle MHNT
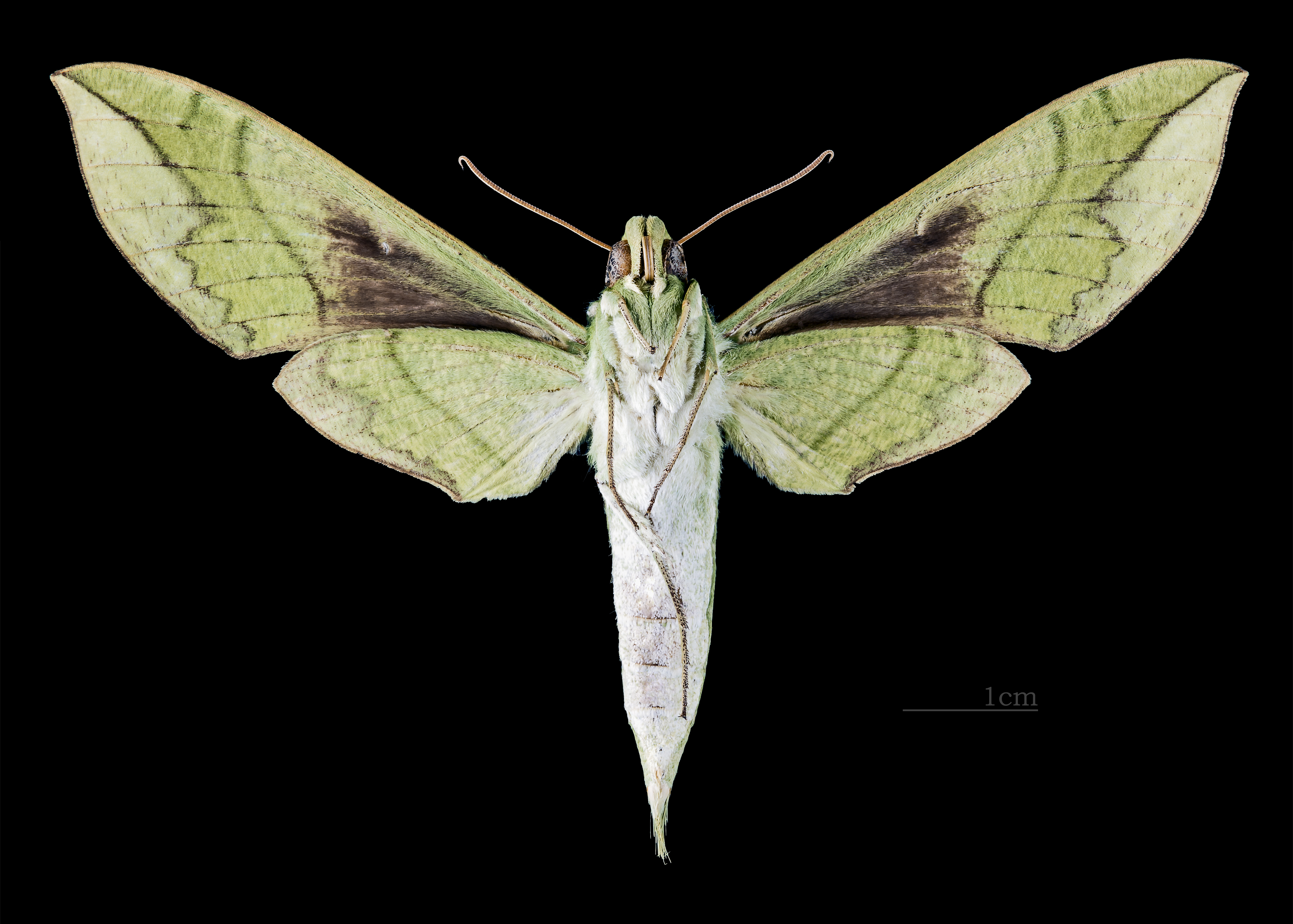
△ face ventrale de la femelle MHNT

## Biologie
- Il y a probablement au moins deux générations par an. Au Costa Rica, les adultes ont été vus de novembre à février et d'avril à juillet. Au Brésil, les adultes ont été vus en septembre.
- Les larves se nourrissent sur Faramea occidentalis et probablement d'autres espèces de Rubiacées.

## Réparation et habitat
Répartition 
L'espèce est présente au Mexique, au Belize, au Brésil, en Guyane et vers l'ouest jusqu'en Bolivie.

## Systématique
L'espèce Xylophanes tyndarus a été décrite par l'entomologiste français Jean-Baptiste Alphonse Dechauffour de Boisduval en 1875, sous le nom initial de Choerocampa tyndarus.

### Synonymie
- Choerocampa tyndarus Boisduval, 1875 Protonyme

### Liste des sous-espèces
- Xylophanes tyndarus tyndarus Boisduval, 1875
- Xylophanes tyndarus splendens Haxaire, 2013[2].